# Elisa Nájera
Elisa Najera (sinh ngày 16 tháng 8 năm 1986) là một hoa hậu đến từ México. Ngày 5 tháng 10 năm 2007, cô đã đoạt danh hiệu Hoa hậu Hoàn vũ Mexico và được quyền đại diện cho đất nước mình tham dự cuộc thi Hoa hậu Hoàn vũ 2008 tổ chức tại Nha Trang, Việt Nam.
Trong phần thi trang phục truyền thống, Elisa đã lọt vào top 10 trang phục truyền thống đẹp nhất. Cô cũng đoạt giải phụ của cuộc thi "Nữ hoàng Vinpearl" cho thí sinh trình diễn bikini ấn tượng nhất. Trong đêm chung kết, Elisa Najera đã lọt vào top 5 người đẹp nhất và đoạt ngôi á hậu 4.